# Jan Naarding
Jan Naarding (Noord-Sleen, 21 juni 1903 – Assen, 20 juli 1963) was een neerlandicus. Daarnaast was hij een Drentse schrijver en taalkundige.

## Levensloop
Naarding werd in 1903 in Noordsleen geboren als zoon van de wever Hendrik Naarding en Hillechien Nijs. Op achtjarige leeftijd verhuisde hij met zijn ouderlijk gezin naar Noordscheschut, toen zijn vader daar werd aangesteld tot postbode. Na de lagere school en de mulo, ging hij in Groningen naar de kweekschool, waar hij in 1922 afstudeerde. Hij begon zijn loopbaan in  tijdelijke banen aan scholen in Hoogeveen en Woldendorp. In 1923 werd hij benoemd tot onderwijzer in Hoogkerk. Later werd hij in deze plaats ook schoolhoofd. In 1927 trouwde hij te Roden met de onderwijzeres Hillegonda Schaap. Direct na het afronden van zijn onderwijzersopleiding vervolgde hij zijn studie. Hij behaalde de hoofdakte en een akte Frans en ging vervolgens geschiedenis studeren. Na het behalen van zijn M.O.-akte ging hij Nederlands studeren aan de rijksuniversiteit Groningen. In 1939 heeft hij zijn doctoraalexamen gedaan. Daarna was hij leraar aan de HBS in Almelo en vanaf 1945 in Assen.

### Drentselexicografie, spelling en veldnamen
In 1947 promoveerde Naarding te Groningen op Terreinverkenningen inzake de dialectgeografie van Drente. In september 1959 werd Jan Naarding medewerker aan het Nedersaksisch instituut van de Rijksuniversiteit Groningen. Hij werd belast met het samenstellen van een Drents woordenboek, maar heeft dit werk niet af kunnen maken omdat hij vier jaar na zijn aanstelling overleed. De door Naarding verzamelde woorden, een tamelijk beperkte verzameling, vormde volgens de Encyclopedie Drenthe, "de aanleiding tot en de basis voor het “Woordenboek van de Drentse dialecten” (1996) van dr. Kocks". Kocks zelf was overigens van mening dat de verzameling van Naarding "toch wel erg summier was en dat uit dit materiaal op korte termijn geen wetenschappelijk verantwoord woordenboek te maken was. Met de Duitse taalkundige Arnold Rakers was Naarding de hoofdontwerper van de Vosbergenspelling (Nedersaksisch: Vosbergenschriefwiese), een gedeelde spelling voor het Nedersaksisch van Nederland en Duitsland. De Vosbergenschrijfwijze moest de groei van het Nedersaksisch als cultuurtaal in de hand werken, maar daar bleek uiteindelijk onvoldoende belangstelling voor. Met Rakers behoorde Naarding ook bij de leiding van het overkoepelende Verbond van Nedersaksische Schrijverskringen. Het veldnamenarchief van Naarding op het Nedersaksisch instituut heeft Jan Wiering mede gebruikt voor het documenteren van de veldnamen van Drenthe.

### Oorlogsjaren
Tijdens de Tweede Wereldoorlog bleef Naarding publiceren, zij het geen boeken. Hoewel hij geen lid werd van de Kultuurkamer schreef hij op een wijze (later Drentomaan genoemd) die verwantschap vertoonde met de Blut- und Bodenopvattingen. Na de oorlog werd er een onderzoek naar zijn oorlogsverleden ingesteld maar het Bijzonder Gerechtshof te Enschede besloot geen verdere acties te ondernemen. Naarding zou ook hebben bijgedragen aan de ongunstige reputatie die Drenthe in bezettingstijd kreeg. Toen in 1987 een instituut werd opgericht dat zich met Drentse streektaal en educatie zou gaan bezighouden, koos het bestuur voor de naam "Naarding-Instituut". Na de daarna ontstane publiciteit werd op verzoek van dat bestuur onderzoek gedaan naar het gedrag van Naarding in de periode van 1939 tot 1947. P.Th.F.M. Boekholt, uitvoerder van dit onderzoek, concludeerde: "Er is na dit alles geen twijfel, dat Naarding zoals dat tijdens en direct na de oorlog genoemd werd "geen foute Nederlander" was. Maar hij was in de eerste plaats een Drent, wie, in zijn Drentomania, een aantal uitlatingen vanuit de Blut und Boden-sfeer zeer aanspraken, maar dan zeker niet in de dogmatisch nationaal socialistische zin". Volgens de historicus Gerding heeft Boekholt met dit advies onnodige schade voor het Nedersaksisch Instituut weten te beperken en heeft hij anderzijds de tegenstanders van Naarding munitie geleverd om het nieuwe instituut niet naar hem te vernoemen. Nijkeuter is overigens veel negatiever in zijn oordeel over Naarding in oorlogstijd. Het onderzoek leidde ertoe dat het instituut inderdaad niet naar Naarding genoemd werd, maar de naam Drentse Taol, project veur Taal en Cultuur kreeg.

### Als schrijver
Van 1935-1942 verschenen in het maandblad Drenthe artikelen van Naarding over de Drentse taal en haar geschiedenis. Ook schrijft hij dan gedichten en Drentse verhalen. Hij werkt als freelancer voor meerdere Drentse kranten. Met H. Bos verzorgde hij de bloemlezing Wat waest hef. Schetsen in Drents dialect (nl. Wat voorbij is. Schetsen in het Drentse dialect) (1939), waarin teksten van hen beiden en J.H. Bergman-Beins. Naardings gedichten gingen hoofdzakelijk over personen en de natuur. Maar af en toe schreef hij ook religieuze gedichten.
Naarding promoveerde in 1947 in de Letteren op Terreinverkenningen inzake de dialectgeografie van Drente. Het proefschrift werd door vakgenoten kritisch ontvangen en verscheen als De Drenten en hun taal in de handel. Naarding schreef veel. Hij werkte mee aan meerdere leerboeken, was redacteur van Koenens Handwoordenboek en stelde in 1949 het Drents liedtiesboekien (nl. Drents liedjesboek) samen. Hij schreef boeken over de geschiedenis van 't Nijevene (1955), Eelde (1946) en Ruinen (1962). Naarding schreef voor de tijdschriften in de streektaal Oeze Volk (nl. Ons Volk) en t Swieniegeltje (nl. stekelvarkentje). Zijn wetenschappelijke artikelen plaatste hij in de Driemaandelijkse Bladen, waarvan hij medeoprichter was.

### Als dichter
Veel van de gedichten van Naarding zijn romantische lofzangen op het landleven en het dorpsgevoel, waarbij hij graag oude Drentse woorden gebruikte. Hij schreef ook een paar religieuze gedichten. Soms schreef hij ontroerend, zoals in het gedicht “Vraoge” (nl. vraag) over de dood van zijn kameraad, de Twentse taalwetenschapper Herman Bezoen. Naarding liet zich ook inspireren door Platduitse dichters als Klaus Groth. Op 6 juli 1966 kreeg Naarding postuum de Culturele prijs van Drenthe. In 1981 werd van hem een borstbeeld in Sleen onthuld. In 1966 verscheen ook in de Vosbergenschrijfwijze de dichtbundel van Naarding “Daad en Drööm" (nl. daad en droom). Hierin stond een fragment van zijn onvoltooide Reinart-vertaling Reinder Robard. Net als “Willem die Madocke maekte”, de dichter van de Middelnederfrankische berijming, in de eerste regels uitlegt, dat het hem stoorde dat er nog geen “dietsche” (nl. Duitse) versie van het verhaal bestond, wilde Naarding daar wat aan doen. In 1969 verscheen Oet Jan Naardings hof. Een keur oet 't wark van dr. Jan Naarding, bij elkaar vergaard door leden van de Drentse schrijverskring.

### Zijn functies
Naarding had zitting in de dialectcommissie van de Koninklijke Nederlandse Akademie van Wetenschappen. Hij was leidinggevend in de Nedersaksische Beweging. Hij was docent aan de Noordelijke leergangen en voorzitter van Het Drents Genootschap en de Drentse Schrieverskring. Hij was redacteur van het Niedersaksisch Tiedschrift (nl. Nedersaksisch Tijdschrift).

### Zijn houding tegenover Drenthe
Naarding werd wel Drenthomaan genoemd, omdat hij erg trots was op de provincie Drenthe. Hij vond dat een niet-Drent, zoals Ben van Eysselsteijn de geaardheid van een Drent nooit kon doorgronden. De Drentse streektaal zag hij als zuiver Nedersaksisch. De mening van Arnold Rading, dat het Drents rond 1600 sterk vervlakt was door invloeden vanuit de Nederlandse taal, schaarde hij onder gevaarlijke theorieën. Naardings Drentstalig werk wordt gekenmerkt door een archaïserend taalgebruik.

### Onderscheidingen
Enkele maanden voor zijn overlijden werd Naarding koninklijk onderscheiden, nadat twee eerdere aanvragen niet gehonoreerd waren, door de benoeming tot Officier in de Orde van Oranje-Nassau.  In 1966 werd hem postuum de Culturele prijs van Drenthe toegekend. In 1981 werd zijn borstbeeld in Sleen onthuld door de toenmalige commissaris der Koningin van Drenthe, Tineke Schilthuis.